# Kühnpast
Die Kühnpast KG war ein Spirituosenhersteller, der über 100 Jahre Kornbranntweine, Obstweine und -sirupe, Süßmoste, Fruchtsaftgetränke und Limonaden herstellte. Während der DDR-Zeit vertrieb das Unternehmen auch Weine und Schaumweine als Großhändler für die Bezirke Gera, Erfurt und Suhl. Zu den bekanntesten Produkten des Unternehmens gehörten die Spirituosen Haferkorn, Kühnpast Silber, Kühnpast Gold, Kühnpast Edel, Kühnpast Edelkirsch, das Erfrischungsgetränk Vipa, das Fruchtsaftgetränk Goldperle.

## Geschichte
Die Kühnpast KG wurde am 1. Juli 1870 in Striegau durch Wilhelm Kühnpast gegründet, um Kornbranntwein herzustellen. Im Jahr 1904 wurde die Firma durch Oswald Kühnpast übernommen, der neben dem Kornbranntwein auch Liköre in das Sortiment aufnahm. Eine besondere Spezialität war der Haferkorn. 1934 übernahm Gerhard Kühnpast die Gesellschaft, erweiterte das Sortiment und begann mit der Produktion von Obstweinen und -sirupen sowie Süßmosten. Es entstanden die Branntweine Kühnpast Silber, Gold, Edel sowie der Likör Kühnpast Edelkirsch und Pfefferminz.
In der Kriegszeit bis zum Jahr 1945 erlitt das Unternehmen schweren Schaden. Erst im Jahr 1946 wurde die Firma von Gerhard Kühnpast in Saalfeld (Saale) wiedereröffnet und begann mit der Produktion von Spirituosen und Limonaden. Das staatliche Getränkekontor Berlin beauftragte die Gerhard Kühnpast KG im Jahr 1954 mit der Weinabfüllung in Lohnarbeit. Ab dem Jahr 1958 wurde die Spirituosenproduktion zugunsten eines aus Importwein hergestellten Erfrischungsgetränks eingestellt. Dieses Getränk namens Vipa wurde in den Bezirken Gera, Erfurt und einige Kreise des Bezirkes Suhls vertrieben.
Nach der Gründung der Deutschen Demokratischen Republik musste die Firma am 1. Oktober 1960 unter staatlicher Beteiligung neu gegründet werden. Die Kapazitäten wurden zur Versorgung der Bevölkerung ständig erweitert. 1964 kam zu den eigentlichen Aufgaben noch der Vertrieb von Weinen, Spirituosen und Schaumweinen in Flaschen aus Importen für den Großhandel in den Bezirken Gera, Erfurt und Suhl hinzu.
Das Unternehmen verfügte über drei Betriebsstätten. Am Betriebsteil I. in der Webergasse 31 in Saalfeld (Saale) wurde das Getränk Vipa und das Fruchtsaftgetränk Goldperle hergestellt. Im Betriebsteil II. in der Straße des Friedens 49 in Saalfeld (Saale) befand sich die Abfüll- und Versandstation der Importtraubenweine. Den Betriebsteil III. bildete ein Wein-Lagerhaus in der Bohnstraße 1 in Saalfeld (Saale) mit einer Lagerkapazität von 500.000 Litern Wein in Fässern und Tanks sowie 300.000 Wein-, Schaumwein- bzw. Spirituosen-Flaschen aus Importen.
Im Jahr 1966 verzeichnete das Unternehmen seinen größten Erfolg mit der Entwicklung des Furchsaftgetränkes Goldperle. Bei allen Verkostungen erhielt es hervorragende Bewertungen und wurde als Spitzenerzeugnis des Bezirkes Gera in der Ausstellungshalle Berlin zum VII. Parteitag der SED ausgestellt. Das Staatliche Getränkekontor würdigte die Goldperle mit einer Anerkennung und Urkunde als Qualitätserzeugnis in den Jahren 1967 und 1968. Schließlich erhielt der Betrieb die Ehrenschale vom Wirtschaftsrat des Bezirkes Gera und wurde auch vom Freien Deutschen Gewerkschaftsbund (FDGB) ausgezeichnet. Am 1. Juli 1970 feierte die Gesellschaft ihr 100. Jubiläum am Unternehmenssitz Webergasse 31, Saalfeld (Saale).

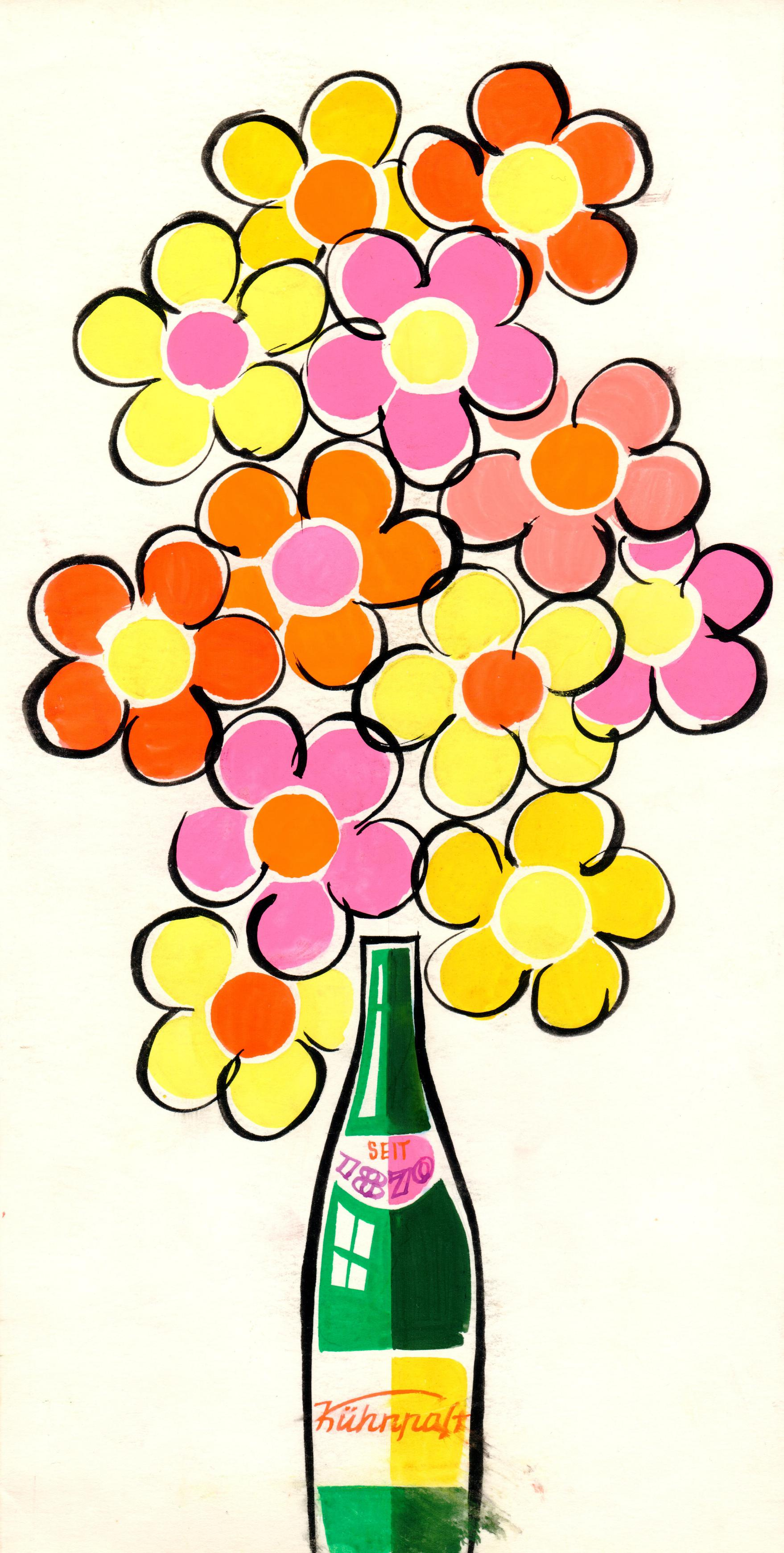

Mit Beginn des Jahres 1972 entschied die Regierung der Deutschen Demokratischen Republik die noch bestehenden privaten Betriebe zu verstaatlichen. Die Gerhard Kühnpast KG verlor damit ihre Existenzgrundlage.

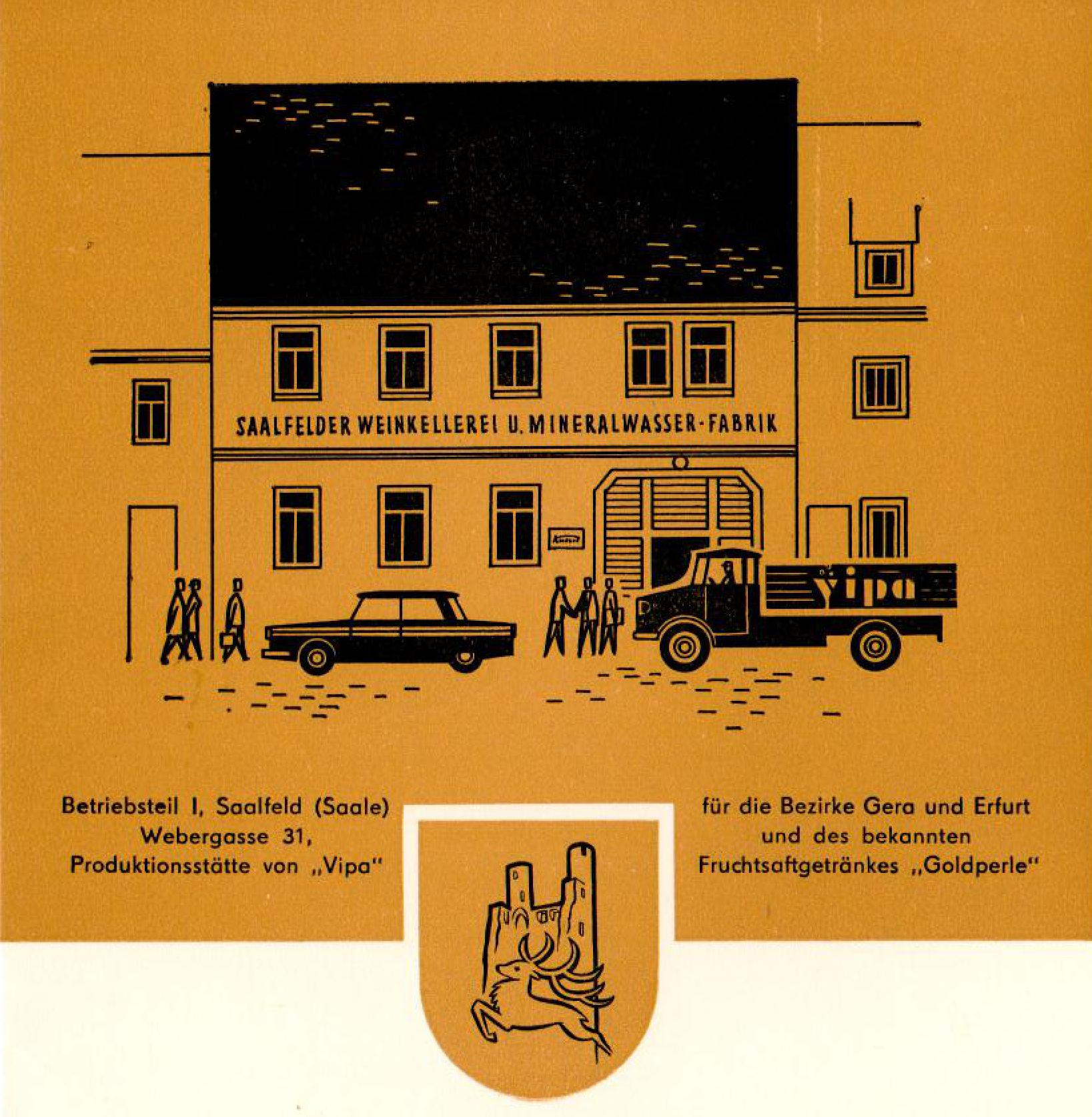
Betriebsteil I der Kühnpast KG
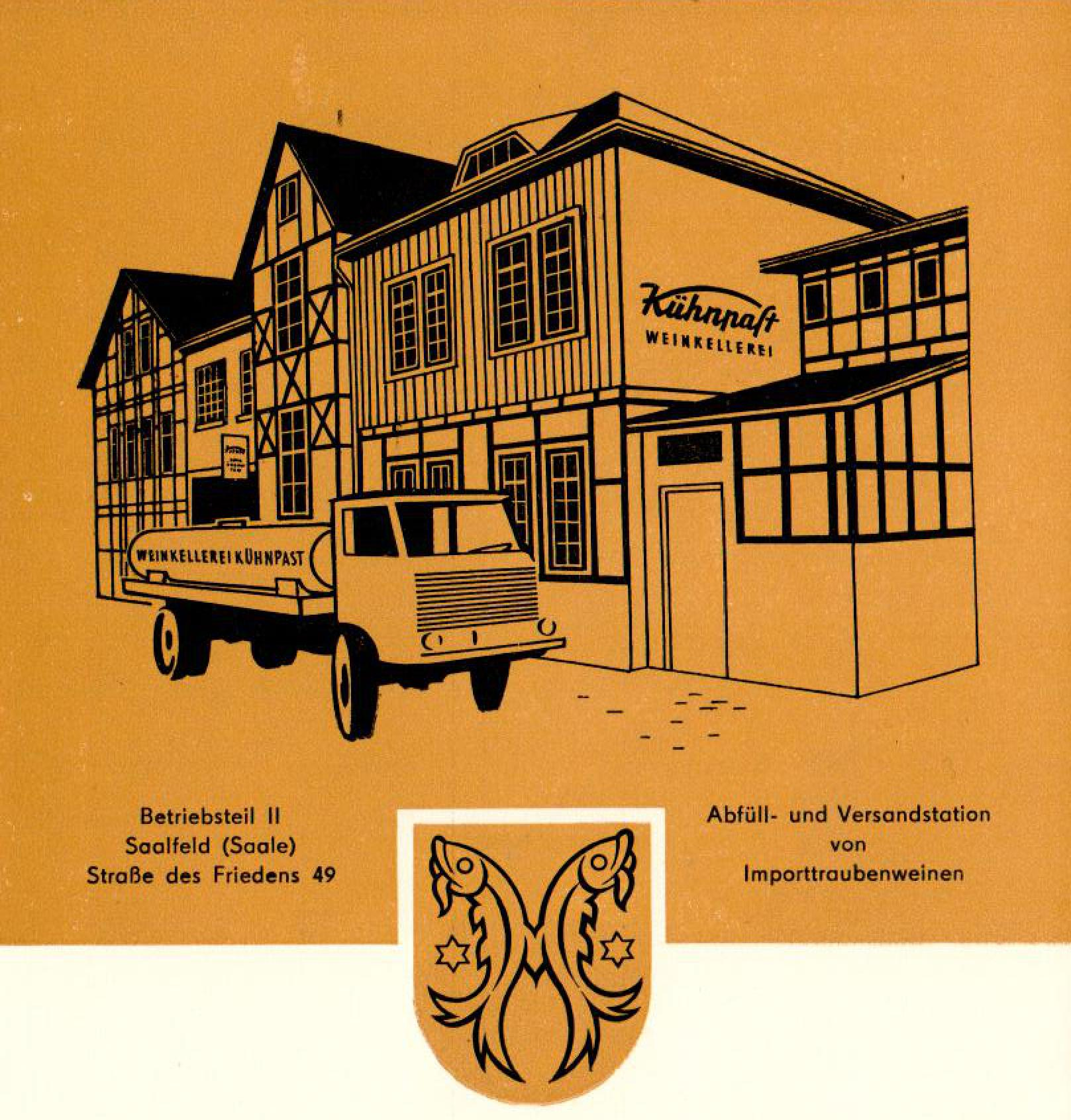
Betriebsteil II der Kühnpast KG
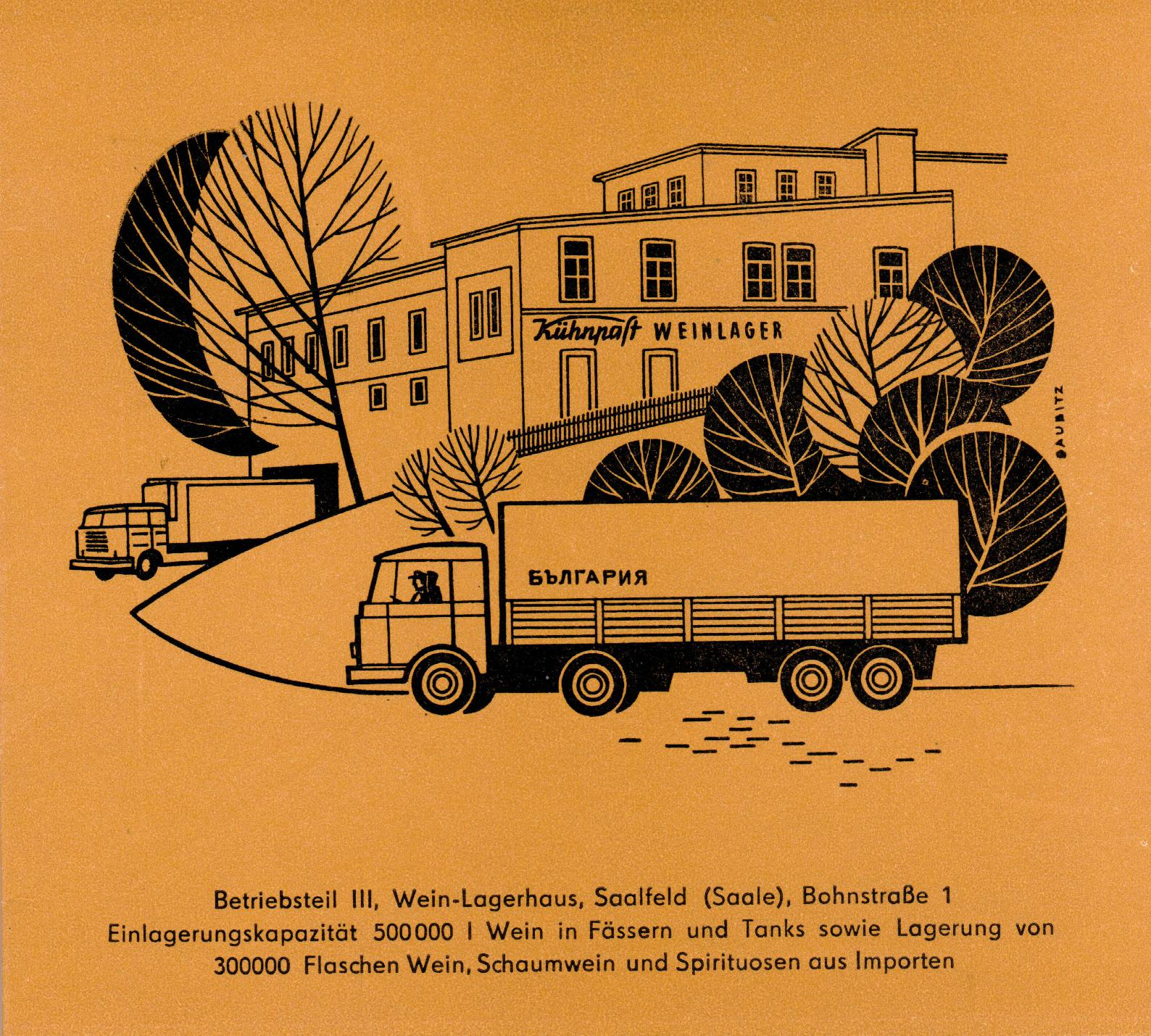
Betriebsteil III des Unternehmens Kühnpast KG in der Bohnstraße 1, Saalfeld (Saale)
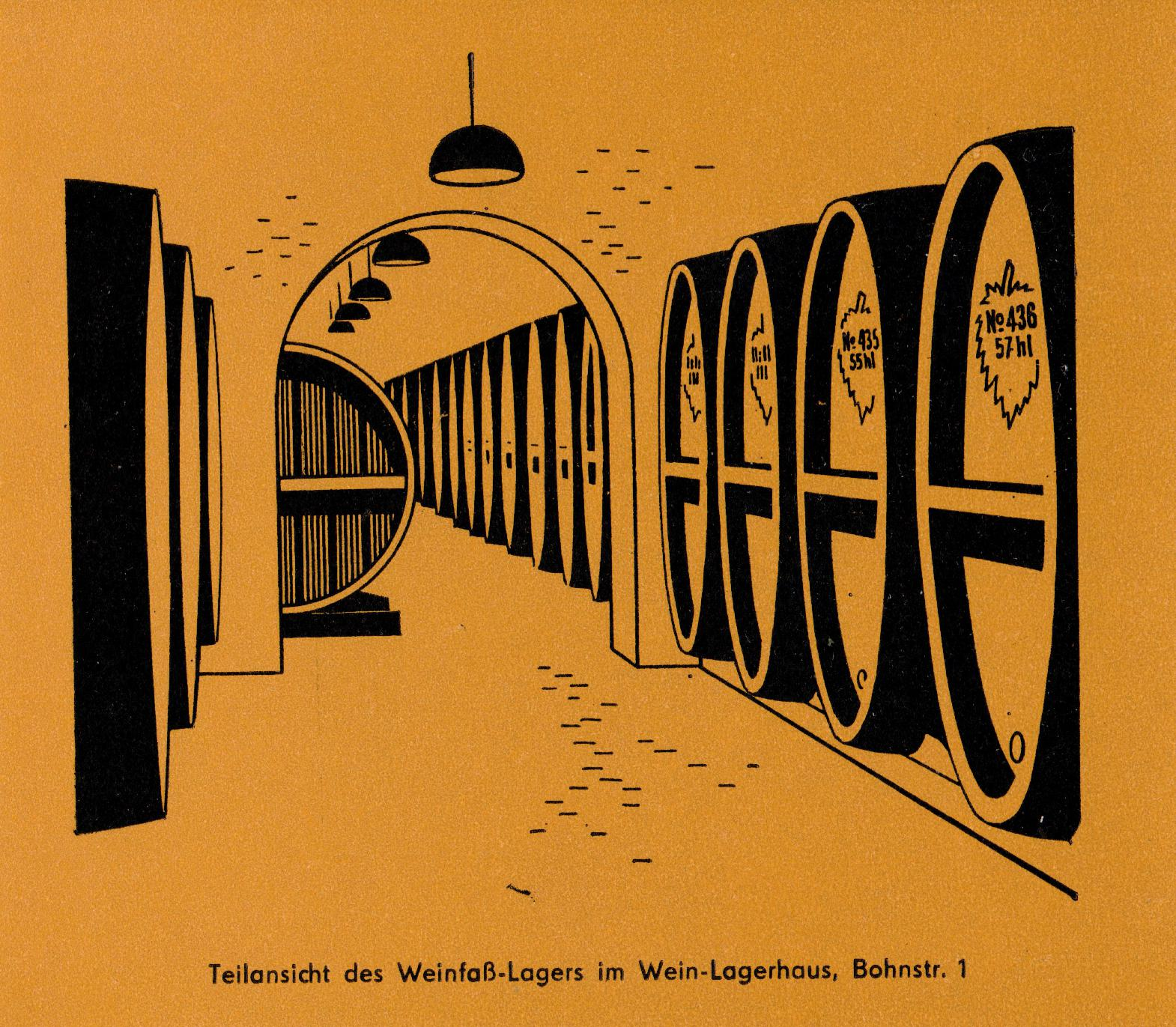
Teilansicht des Weinfass-Lagers im Wein-Lagerhaus der Firma Kühnpast KG
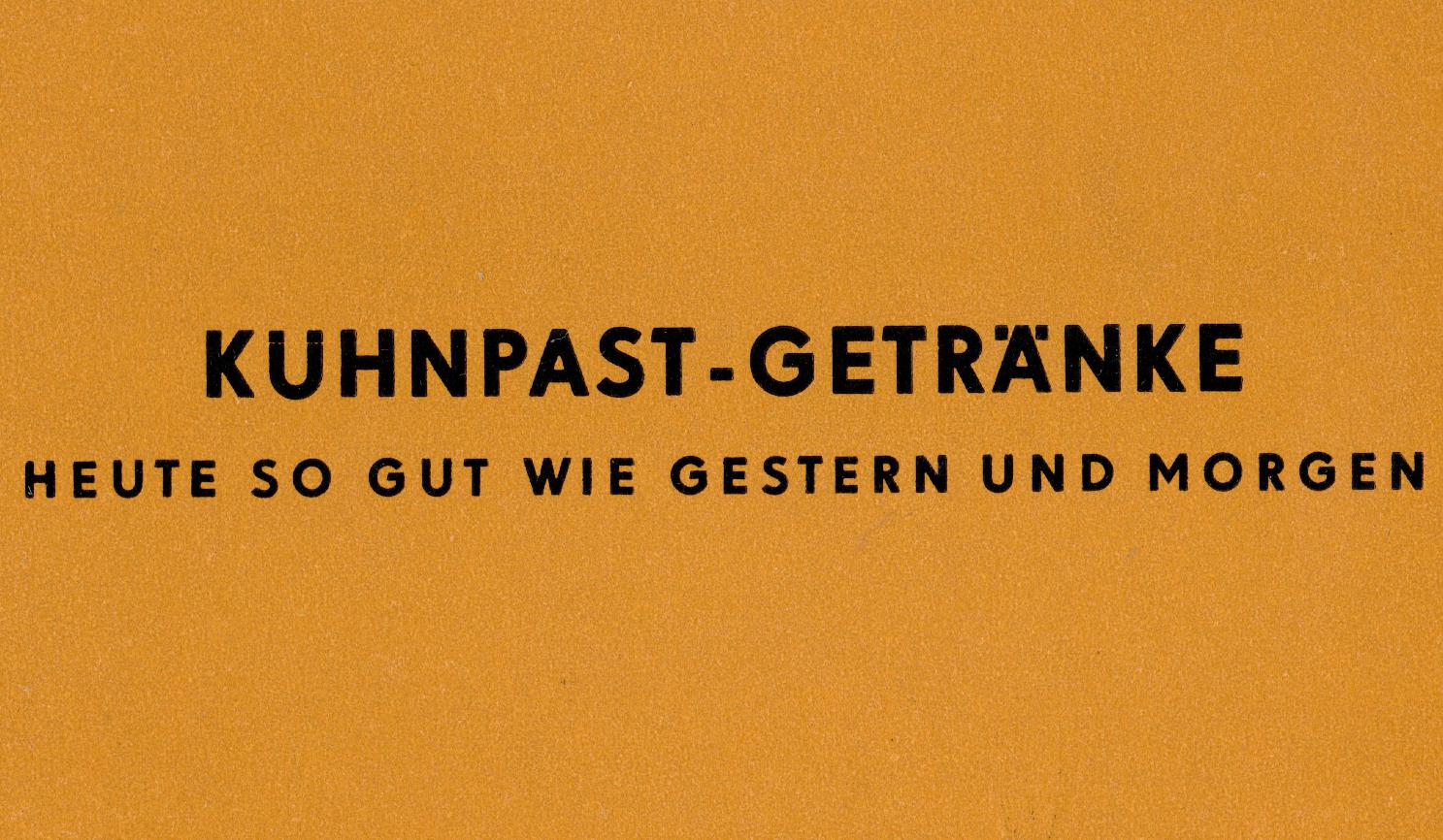
Werbeslogan des Unternehmens Kühnpast KG Saalfeld (Saale)
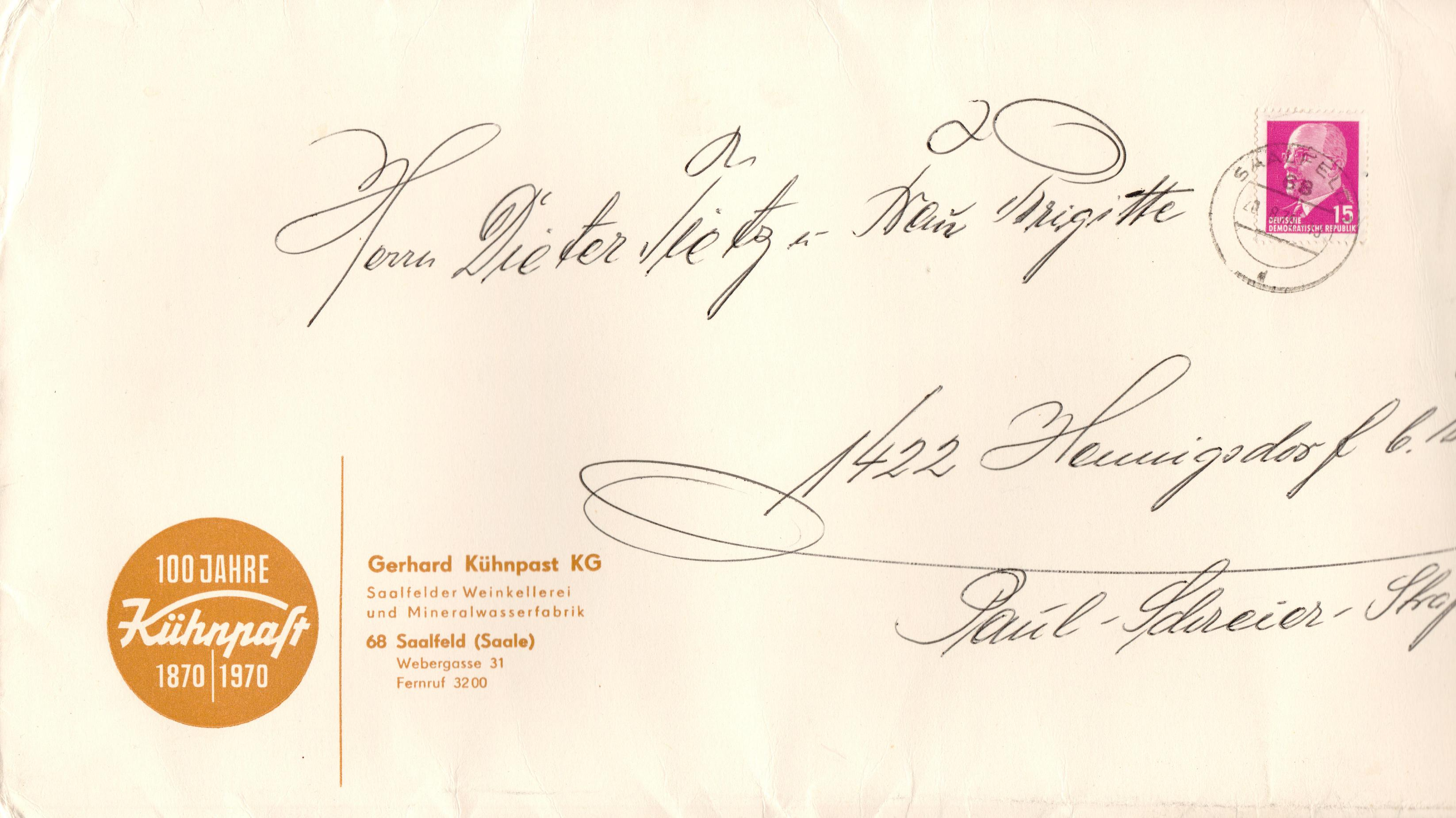
Brief der Kühnpast KG Saalfeld (Saale)
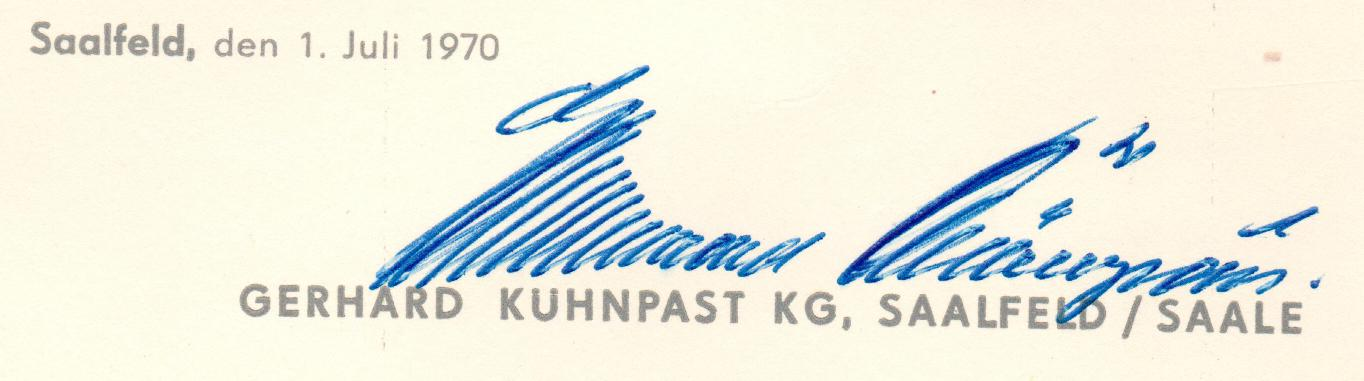
Unterschrift des Firmeninhabers Gerhard Kühnpast im Jahr 1970